# Tácticas y métodos en torno a las protestas de Hong Kong de 2019-2020
La sofisticación y la novedad de las tácticas y los métodos utilizados por los manifestantes en las protestas de Hong Kong de 2019-2020 han sido notados por muchos académicos y medios de comunicación de todo el mundo. Van desde nuevos principios de autonomía y descentralización, incorporando diferentes métodos de manifestación, protesta económica y social, y más notablemente nuevos métodos tecnológicos para organizar y garantizar la seguridad de los manifestantes. Muchas de estas tácticas se han utilizado o se inspiraron en protestas anteriores. La gran escala, complejidad y variedad de tácticas utilizadas se han convertido en un caso de estudio para protestas masivas en todo el mundo. Este artículo tiene como objetivo presentar las tácticas y métodos más relevantes utilizados durante las protestas.

## Principios importantes

### Liderazgo descentralizado
A diferencia de las protestas en Hong Kong de 2014, el movimiento de democracia de 2019 se ha desarrollado de una manera generalmente descentralizada, y ha sido descrito como "impecablemente organizado" por Los Angeles Times. El Frente Civil de los Derechos Humanos tiene una historia larga de organizar movimientos sociales y era el organizador de las dos protestas masivas del 9 y 16 de junio. Demosistō, dirigido por Joshua Wong, quien estaba en prisión a principios del movimiento, y los grupos localistas hongkoneses, pidieron a los simpatizantes que participaran en las protestas. Aun así, a diferencia de las protestas en Hong Kong de 2014, ninguno de estos grupos ha reclamado liderazgo sobre este movimiento. Muchos legisladores prodemocracia fueron vistos en las protestas, pero principalmente tomaron roles de apoyo. Este tipo de descentralización ha dado lugar a una mayor fluidez para los manifestantes y a la dificultad de los funcionarios para ubicar representantes para negociaciones o enjuiciamientos.

### Tácticas flexibles

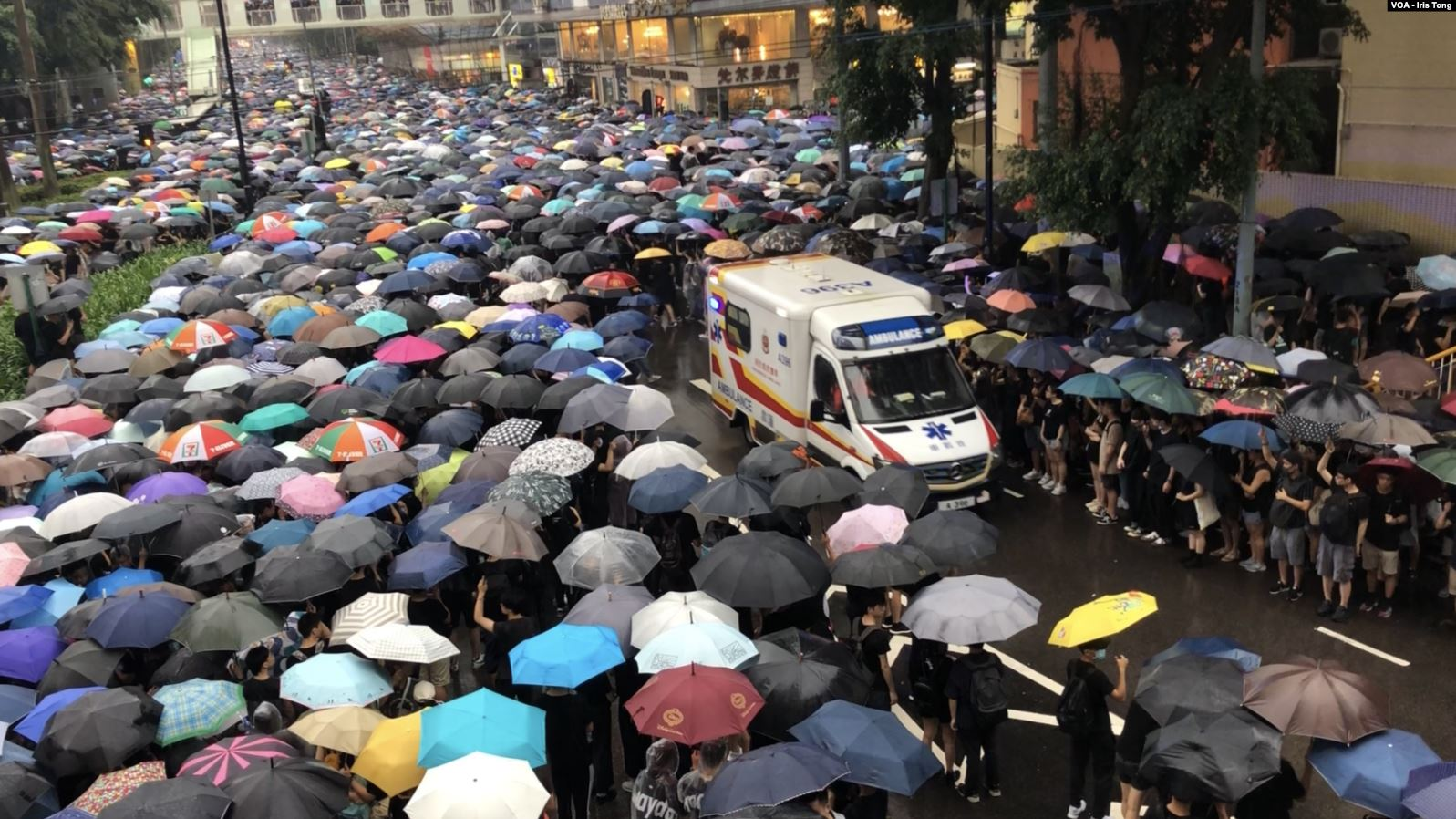
Las manifestantes dan paso a una ambulancia

Se informa que los manifestantes adoptaron la filosofía de Bruce Lee de ser "amorfo y moldeable como el agua", abreviado a un lema común entre los manifestantes, "ser agua". Al trasladarse de manera móvil y ágil a diferentes oficinas gubernamentales durante las protestas del 21 protestas de junio, pretendían ejercer presión adicional sobre el gobierno. A partir de agosto, los manifestantes adoptaron la táctica de huir cuando la policía comenzó a prohibir las solicitudes de manifestaciones. A medida que la policía comienza a avanzar, los manifestantes se retiran, aunque a menudo volverán a aparecer más tarde en el mismo distrito o volverán a aparecer en otros lugares en un corto período de tiempo. La metáfora se ha ampliado para incluir "Ser fuerte como el hielo" cuando al enfrentarse a la fuerza policial, "reunirse como el rocío" cuando los manifestantes organizaban protestas "flashmob" que a menudo eran extemporáneas y "dispersarse como la niebla" para garantizar que los manifestantes pudieran escapar. antes de la autorización policial para evitar el arresto.

### Unidad y cohesión
El principio de "No Dividirse" (en chino tradicional, 不割蓆) ha ayudado a mantener la cohesión en todo el amplio espectro político de la lucha. Adoptar una  diversidad de tácticas ha permitido a los participantes tomar diferentes niveles de acción respetando los roles que desempeñan los demás. Esto contrasta directamente con las protestas de 2014, donde varios grupos de protesta terminaron criticando a los demás. El comentarista político de Hong Kong Lewis Lau dijo: "'No dividir' sirve como un puente ... al promover el respeto mutuo por las opiniones divergentes dentro del movimiento de protesta". La minimización de los conflictos internos es clave para lograr objetivos más amplios; una frase común que ha servido como recordatorio es "Preservarse a sí mismo y al colectivo; sin división". A través de la unidad, sería más difícil para las autoridades instigar las diferencias entre los diferentes campos en un intento de romper el movimiento de protesta. La solidaridad entre los manifestantes y el compromiso con la praxis de "No separarse" quedó demostrada por las dos protestas de madres hongkonesas del 14 de junio y el 5 de julio y la protesta de miles de ancianos hongkoneses del 17 de julio. Decenas de miles asistieron a los mítines, en apoyo de las acciones de protesta de la generación más joven, mientras se mantienen firmes juntos en oposición a la brutalidad policial, Carrie Lam, y la intervención del gobierno de China continental. Austin Ramzy de The New York Times agregó que los dos grupos compartían una relación simbiótica. Si bien los disturbios del 12 de junio mostraron las limitaciones de las marchas pacíficas y el valor de la agresión, la continuación de las marchas a gran escala mostró al mundo cuán generalizada era la insatisfacción pública hacia el gobierno. Según Benny Tai, habría apoyo para acciones más radicales si las marchas pacíficas no lograran obligar al gobierno a ceder.

## Manifestaciones

### Bloque negro y defensas grupales

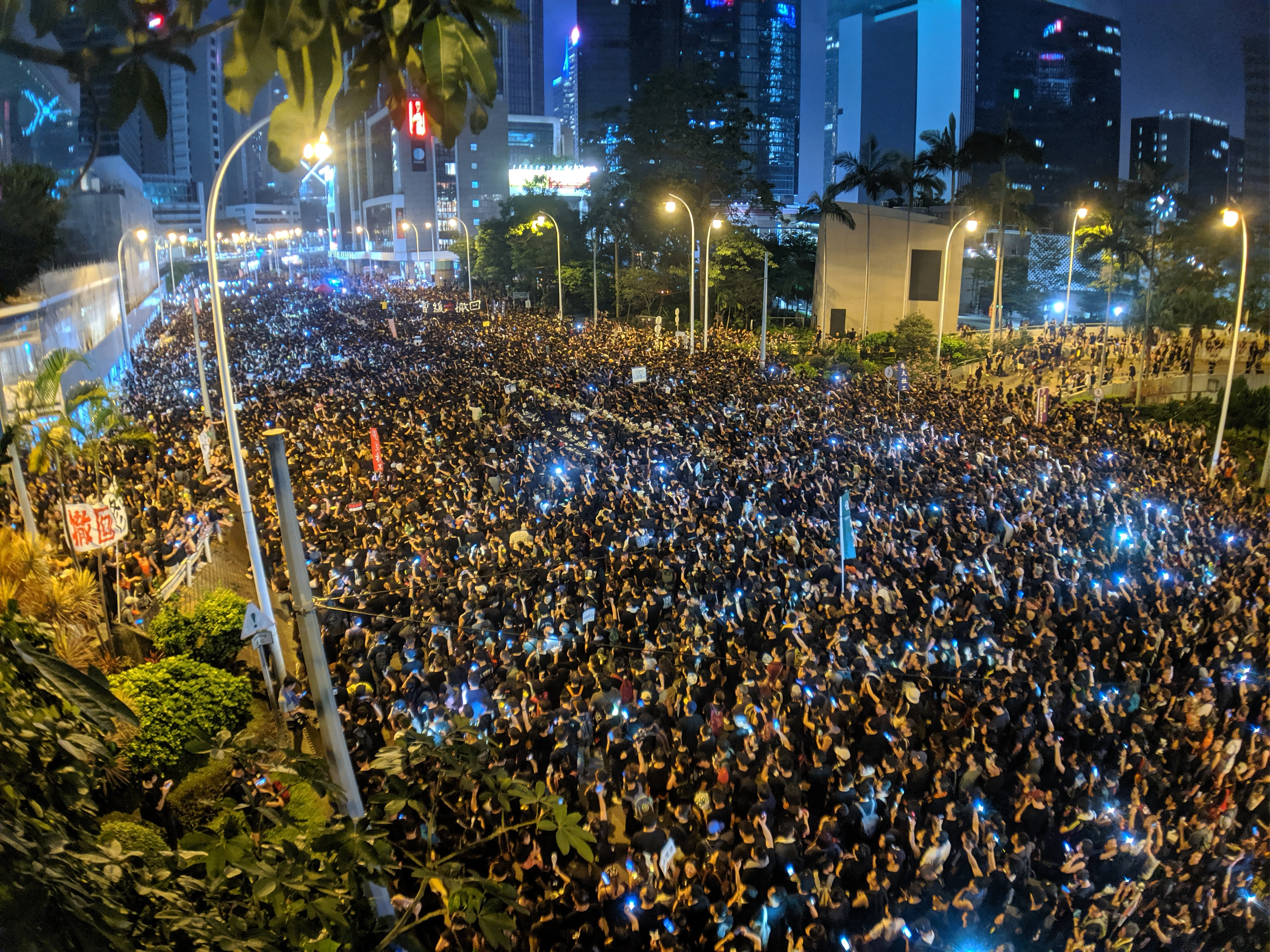
Los manifestantes generalmente llevaron atuendos negros durante las protestas.

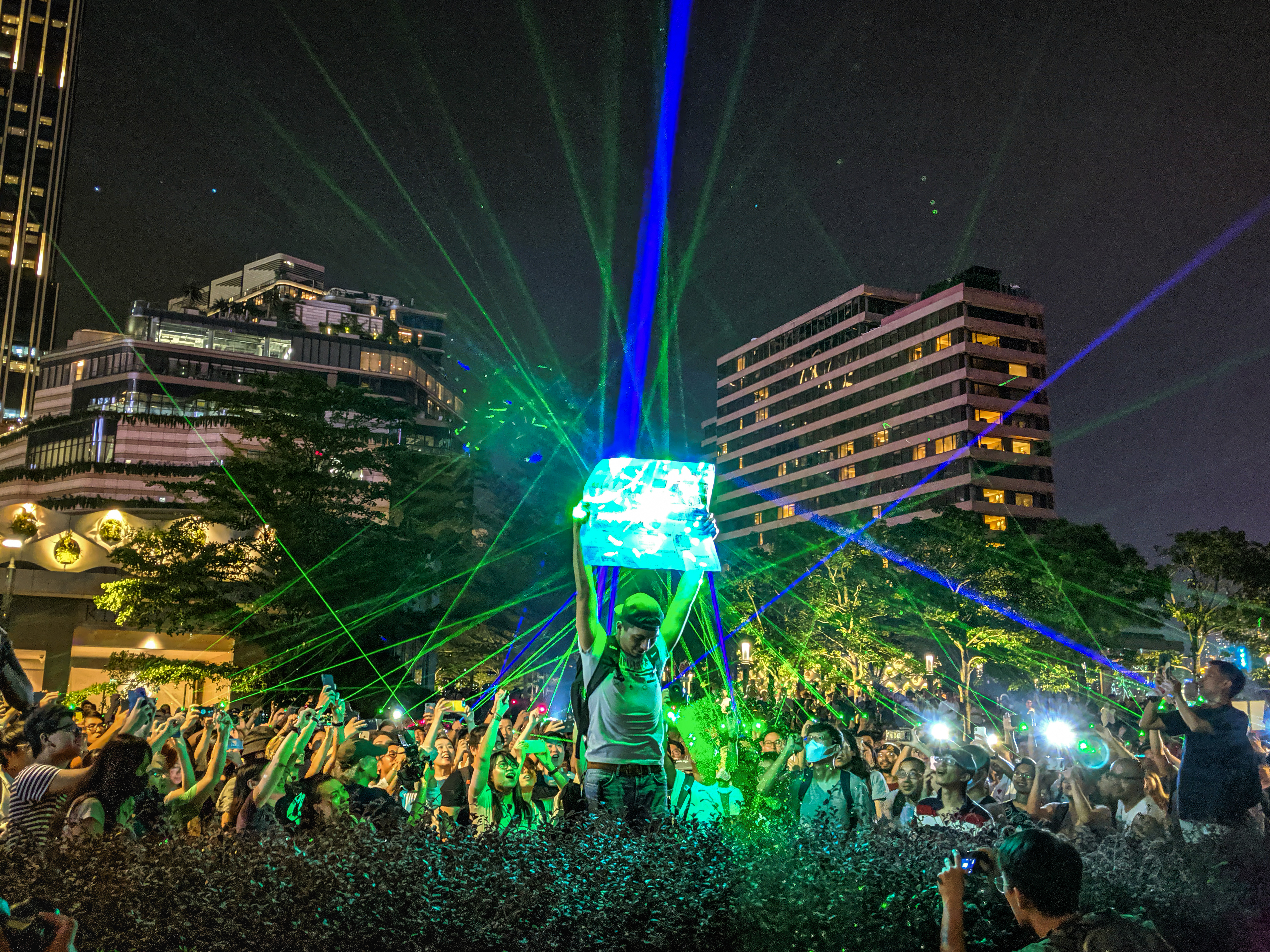
Manifestantes con punteros láser

Durante las protestas callejeras, los métodos de bloque negro han mejorado el anonimato y la privacidad, permitiendo a los manifestantes "ser agua" y funcionar de manera más eficaz como grupo. Los participantes en las manifestaciones se visten cada vez más de negro y usan cascos y guantes. Para resistir la vigilancia policial y protegerse contra armas químicas como gas lacrimógeno y gas pimienta, las mascarillas y las gafas protectoras también son prendas populares.     Los manifestantes también desarrollaron un conjunto de señales de manos para facilitar las comunicaciones y formar cadenas humanas para transportar suministros. A medida que las protestas continuaron aumentando y la policía comenzó a usar niveles más altos de armamento antidisturbios, los activistas mejoraron sus improvisados equipos usando tablas de surf como escudos.  También llevaban equipo de protección que incluía guantes resistentes al calor y respiradores . La Revolución Ucraniana de 2014 se describió comúnmente como una inspiración para los manifestantes de Hong Kong. 

### Acciones ofensivas, cócteles molotov, e incendios

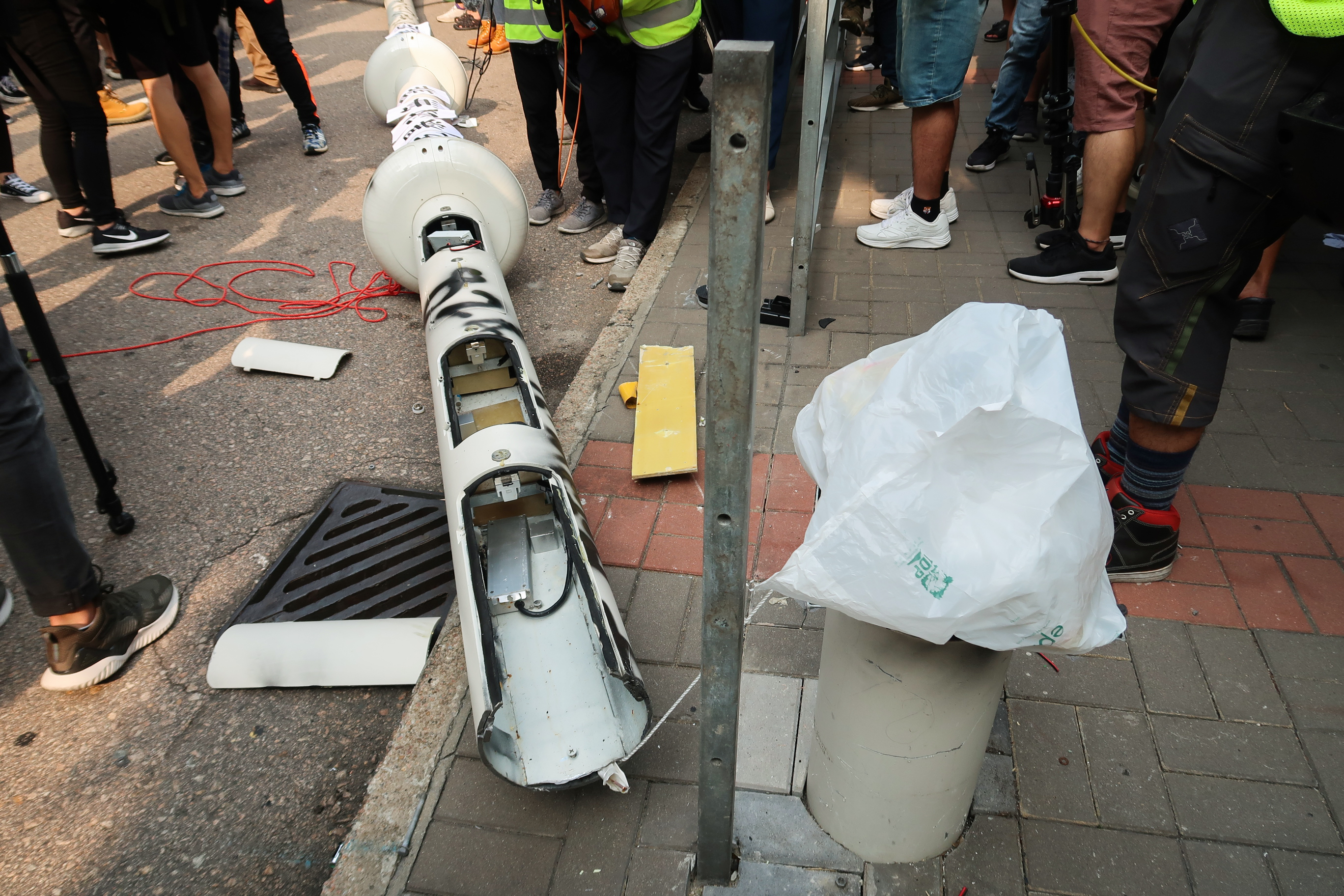
Poste de Vigilancia derribado por manifestantes

South China Morning Post describió que las tácticas de confrontación utilizadas por los manifestantes han evolucionado del vandalismo a "un patrón ahora familiar", en el que los manifestantes arrojaron ladrillos, cócteles molotov, líquido corrosivo y otros proyectiles a la policía. Los manifestantes radicales de primera línea han utilizado cócteles molotov como arma de preferencia contra la policía. Entre el 9 de junio y el 1 de octubre de 2019, los servicios de bomberos respondieron a las llamadas de 37 incidentes relacionados con bombas incendiarias lanzadas por manifestantes; También se incendian con frecuencia objetos como cubos de basura. En total, el Departamento de Bomberos respondió a 319 incendios durante el mismo período. Según el secretario de seguridad John Lee, los manifestantes lanzaron más de 100 bombas molotov durante un fin de semana de batallas callejeras con la policía a principios de septiembre.  Una de las piras más importantes se encendió cerca del cuartel general de la policía en Wan Chai el 31 de agosto, y el incendio activó el sistema de rociadores de un hotel cercano. Se han atacado tiendas y negocios vinculados a China continental y se han incendiado sus instalaciones; se incendiaron estaciones de tren y MTR, y se lanzaron bombas molotov contra la policía.

### Vandalismo y violencia
Las empresas vinculadas a China continental han sido blanco de grafitis y carteles en medio de una creciente frustración porque el gobierno de Hong Kong no está respondiendo a las demandas de los manifestantes. Al menos dos cajeros automáticos del Banco de China fueron incendiados el 2 de octubre. Algunos establecimientos de Starbucks, que son operados por Maxim's Caterers, también fueron objeto de vandalismo. Medios del Commercial Press, la editorial más antigua de Hong Kong establecida en 1897, ahora propiedad de Sino United Publishing, que según se informa está controlada por la Oficina de Enlace de China, fueron atacados y sus libros quemados. En incidentes separados, varias personas arrojaron una bandera nacional china en el Victoria Harbour  y destrozaron las oficinas de los legisladores pro-Beijing. Durante una protesta en Kwun Tong el 24 de agosto, los manifestantes desmantelaron un poste de luz de vigilancia, que los manifestantes temían que el gobierno utilizara para vigilar a sus ciudadanos. Los manifestantes se han disculpado por destrozar accidentalmente tiendas y bancos percibidos como "inocentes" al pintar con aerosol "lo siento" en su propiedad.

## Protestas alternativas

### Muros de John Lennon locales

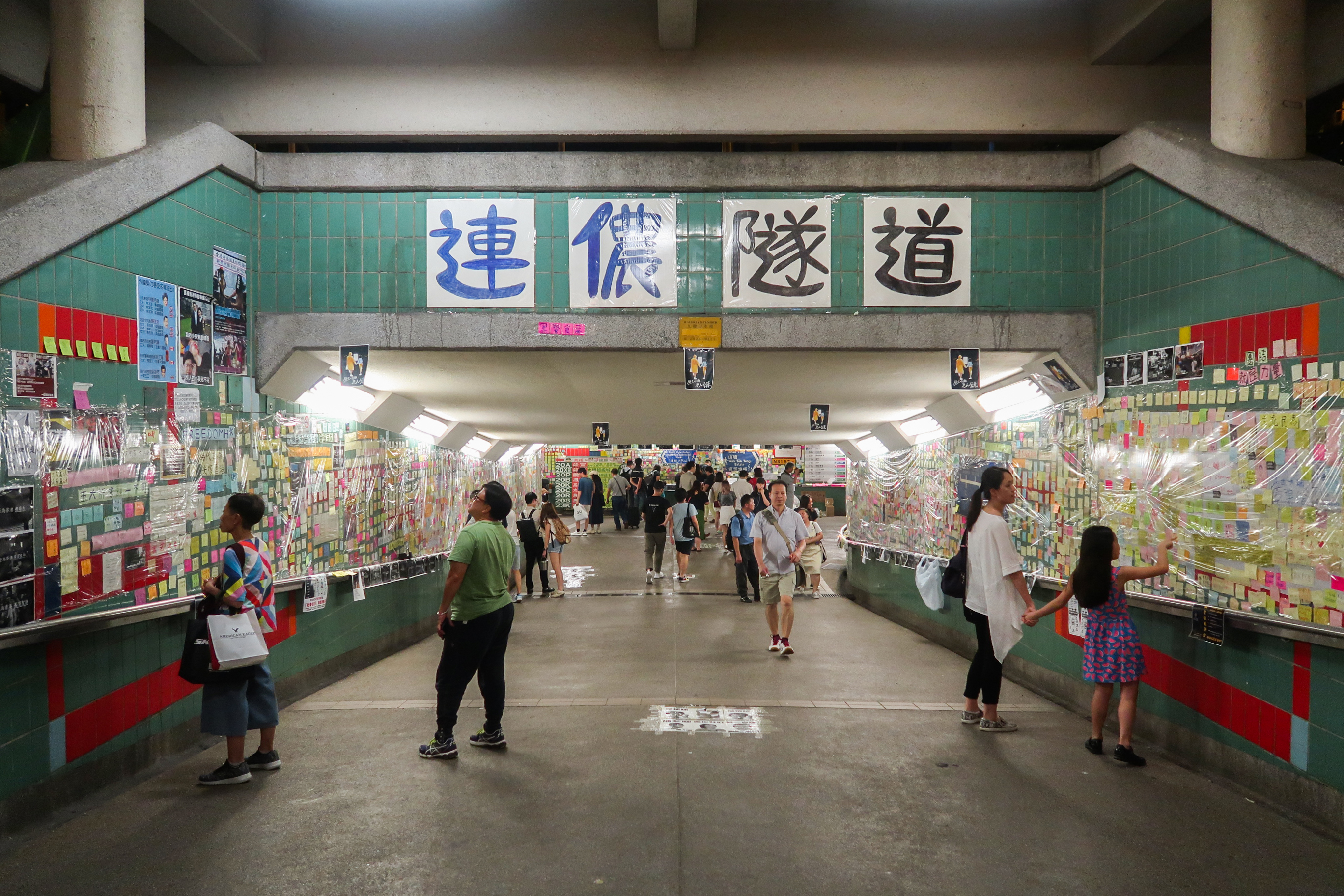
Un túnel cerca de la estación de MTR de Tai Po Market, apodado como el "Túnel Lennon".

El  primer muro de John Lennon se instaló frente a la escalera de las oficinas del gobierno central de Hong Kong.[¿cuándo?] Durante los meses de junio y julio de 2019, los muros de Lennon cubiertos con notas post-it por la libertad y la democracia han aparecido en todo Hong Kong. Los ciudadanos también cubrieron los muros de Lennon con varios carteles de protesta y arte para llamar la atención de la gente sobre las protestas.

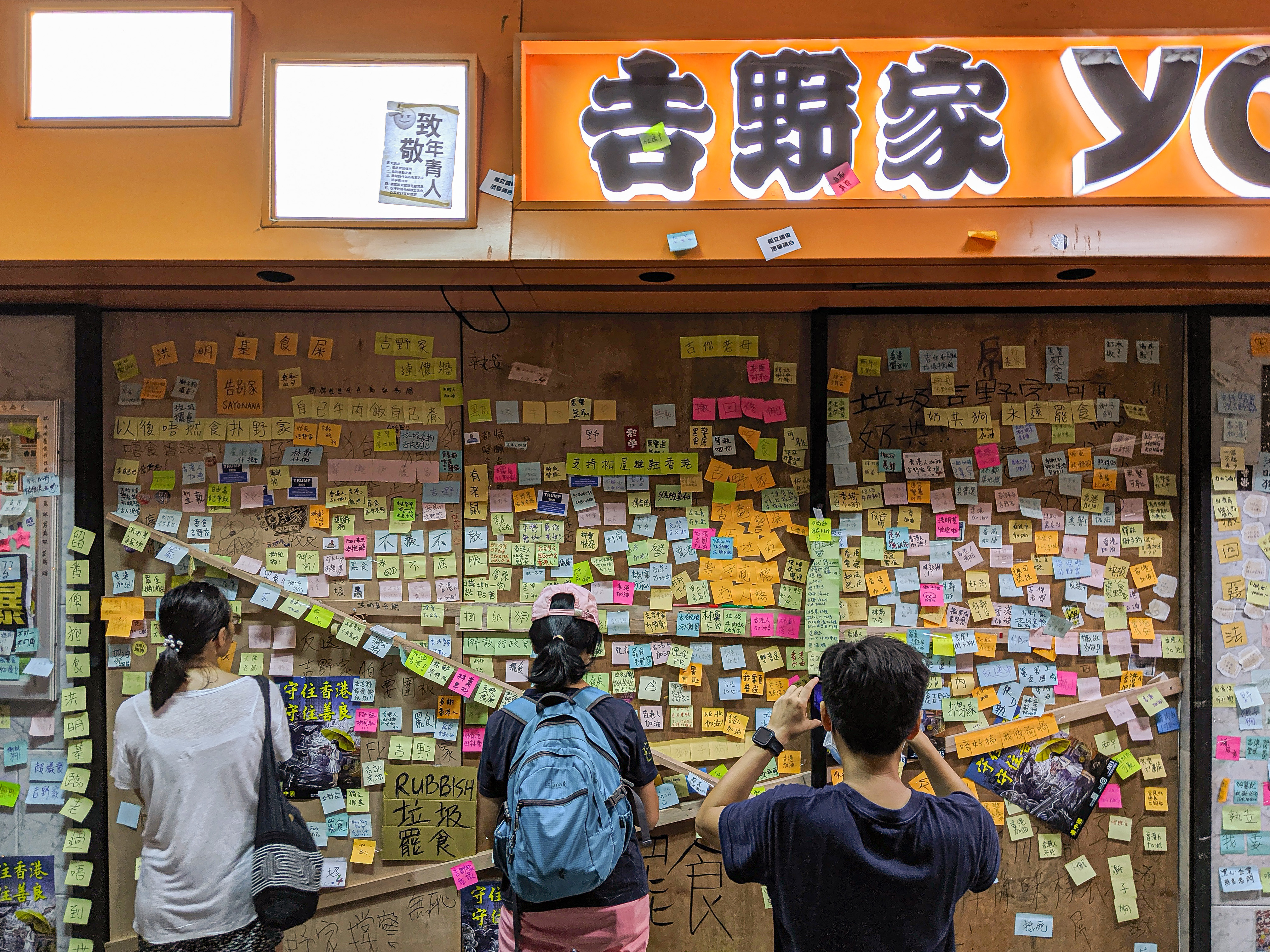
Muro de Lennon fuera de una cadena de comida rápida en Yoshinoya, Hong Kong. Una protesta contra sus decisiones publicitarias.

### Huelgas de hambre
Un grupo de manifestantes estaba en huelga de hambre tras la manifestación del 1 de julio en Admiralty . El predicador Roy Chan inició la acción y se le han unido unos 10 más, incluido el legislador del Partido Laborista, Fernando Cheung. Acamparon cerca de Harcourt Road en Admiralty, con muchos letreros desplegados para informar al público sobre sus objetivos. Al menos cinco personas han prometido seguir ayunando hasta que se retire oficialmente el proyecto de ley de extradición.   

### Movimientos de no cooperación
Algunos activistas por la democracia han adoptado la desobediencia civil y tácticas de acción directa . Los ejemplos incluyen la interrupción de las operaciones gubernamentales, la ocupación de áreas cercanas a la Torre de Ingresos y el asedio del  cuartel general de la policía de Hong Kong en Wan Chai.  

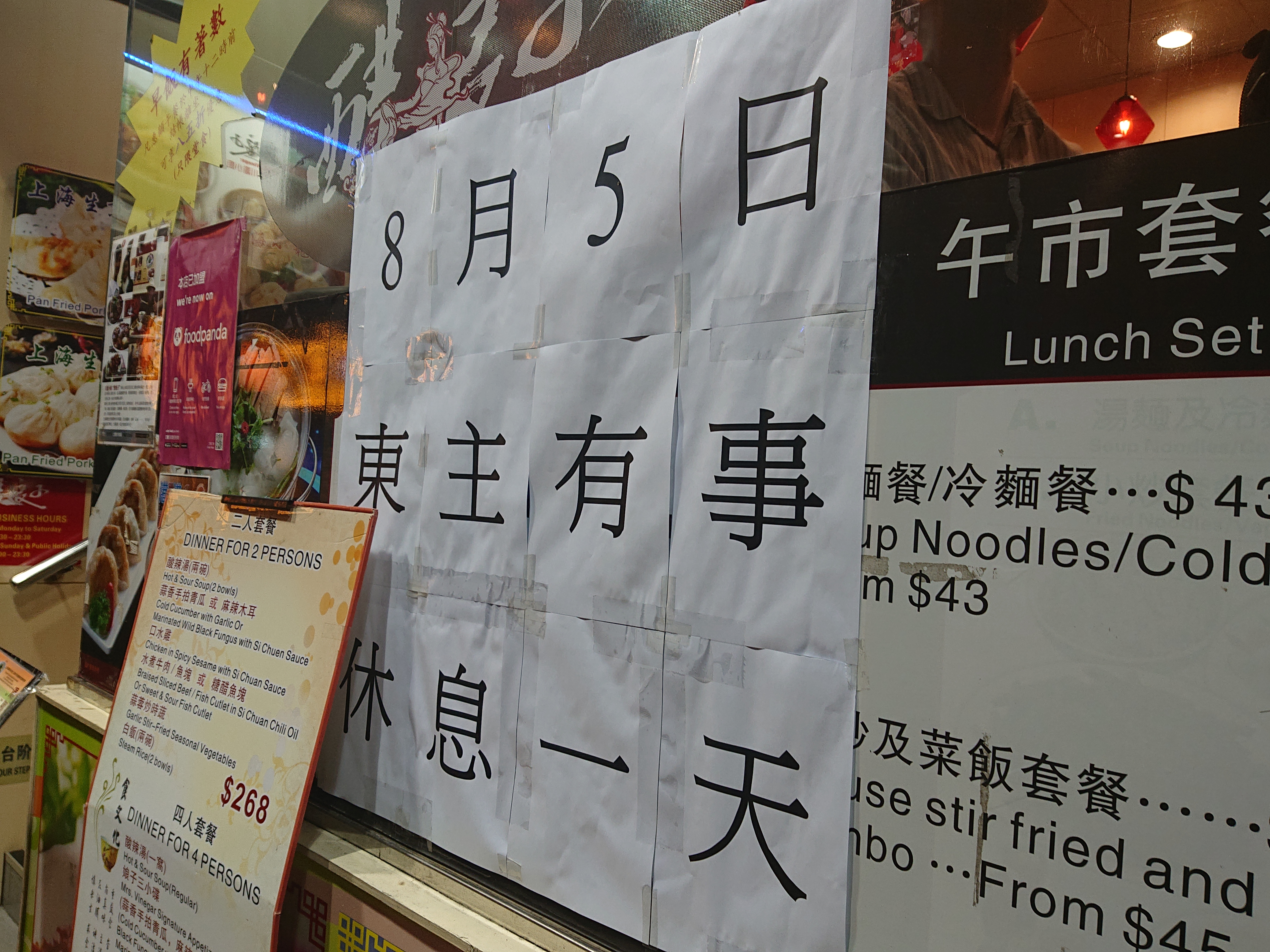
Aviso de cierre de un restaurante el 5 de agosto

### Bloqueos de estaciones de policía
A partir de finales de junio, se convirtió en una práctica habitual que las marchas pacíficas durante el día se transformaran en acciones directas más radicales por la noche, a menudo dirigidas contra las comisarías de policía con protestas callejeras, bloqueos y vandalismo.  Muchos bloqueos también fueron acciones de solidaridad en respuesta a las duras tácticas policiales y las recientes detenciones de activistas por la democracia.  Varias comisarías de policía de Yuen Long, Tin Shui Wai, Ma On Shan, Tseung Kwan O, Kwun Tong, Tsim Sha Tsui y Sham Shui Po, así como la jefatura de policía, fueron sitiadas. Los manifestantes construyeron barricadas, destrozaron edificios de la HKPF, arrojaron ladrillos y huevos y pintaron grafitis en las paredes exteriores de la estación. 
Los bloqueos de las comisarías continuaron hasta septiembre como una táctica de demostración rutinaria y nocturna.

### Cadena humana

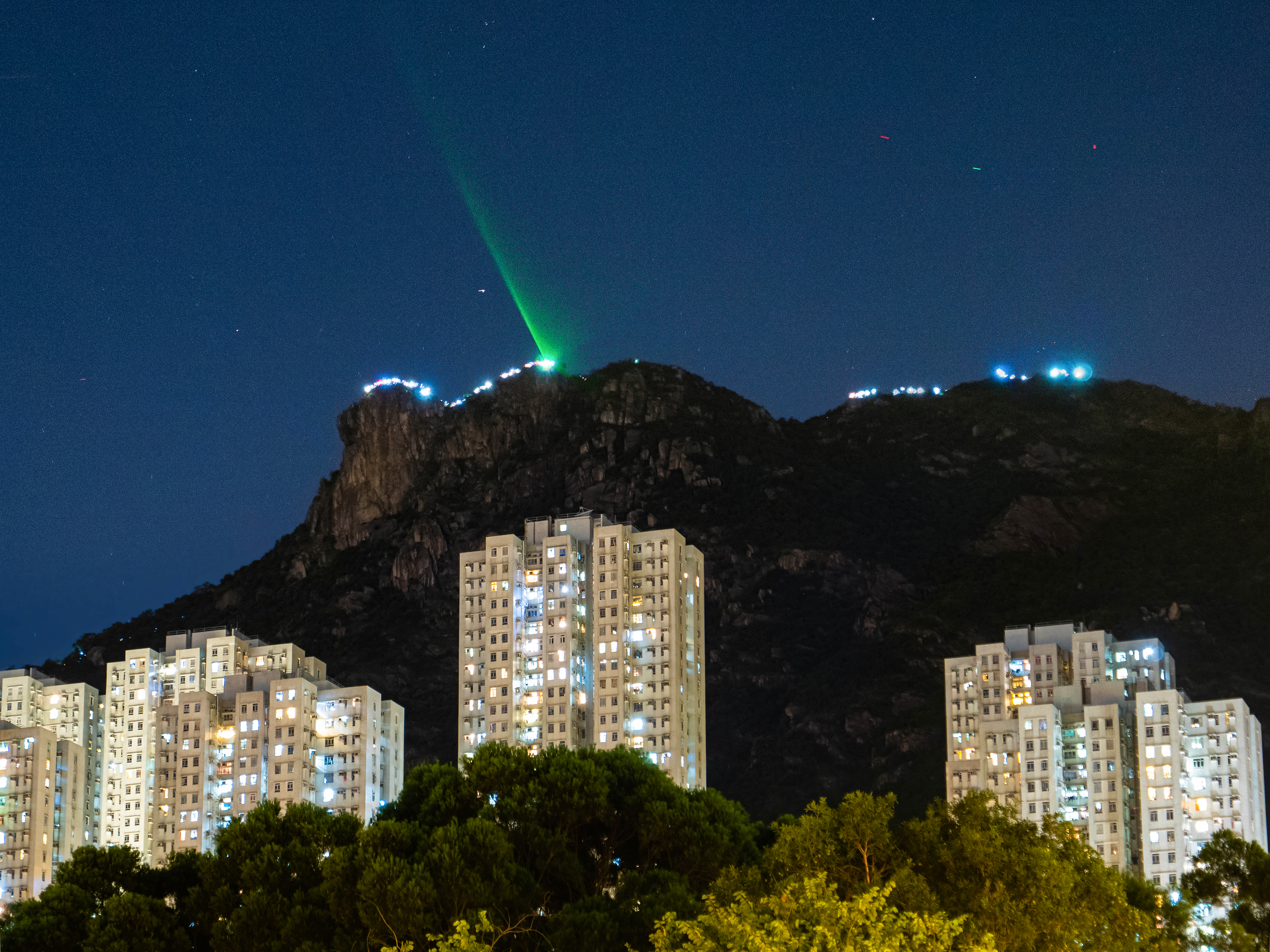
Más de 1.000 corredores de senderos y amantes de la naturaleza se reunieron en la cima de Lion Rock para The Hong Kong Way. 23 de agosto de 2019

En la noche del 23 de agosto, unas 135.000 personas participaron en la campaña "The Hong Kong Way", para llamar la atención sobre las cinco demandas del movimiento. Se unieron para crear una cadena humana de 50 kilómetros de largo, que se extiende a ambos lados del puerto de Hong Kong y sobre la cima de Lion Rock. La acción se inspiró en un hecho similar ocurrido hace 30 años, el 23 de agosto de 1989 La Cadena Báltica involucró a 2 millones de personas, extendiéndose 675 kilómetros a través de los territorios de Estonia, Letonia y Lituania, como un llamado a la independencia de la Rusia soviética . El evento Hong Kong Way se organizó desde los foros de LIHKG, junto con grupos de chat de Telegram en tiempo real para ayudar con la creación de la cadena humana. Un participante en el evento describió esta protesta como muy diferente a otras en el pasado: "Esta vez demuestra armonía y amor en lugar de descargar ira y odio. El espíritu es unidad ".

### Cantos democráticos nocturnos
Los manifestantes comenzaron la tradición de gritar consignas desde las ventanas de sus apartamentos por la noche. A partir del 19 de agosto, residentes gritaban cerca de la ventana todas las noches a las 10 p. m., para que los vecinos y vecinos cercanos se animen hasta que terminen las protestas y luchas sociales. Los cánticos por la democracia y las quejas sobre la policía y el gobierno se pueden escuchar fuera de los dormitorios universitarios y en los vecindarios de Hong Kong en toda la ciudad. La idea de tener un "concierto nocturno" gratuito y comunitario se difundió inicialmente desde el foro LIHKG,  y se ha convertido en un acto habitual de solidaridad y una forma de expresar las quejas de una manera interactiva. Las frases comunes que gritan los manifestantes incluyen "cinco demandas, ni una menos", " liberar Hong Kong, la revolución de nuestro tiempo " y "Hongkonenes, añadan petróleo ".

### Campañas de petición
A partir de mayo de 2019, se crearon múltiples peticiones contra el proyecto de ley de más de 200 escuelas secundarias, diversas industrias, profesiones y barrios.  Más de 167.000 estudiantes, egresados y profesores de todas las universidades públicas y una de cada siete escuelas secundarias en Hong Kong, incluido el St. Francis 'Canossian College al que asistió Carrie Lam, también lanzaron peticiones en línea contra el proyecto de ley de extradición en una campaña de bola de nieve.  St. Mary's Canossian College y Wah Yan College, Kowloon, al que asistieron la Secretaria de Justicia, Teresa Cheng y el Secretario de Seguridad, John Lee, respectivamente, también se unieron a la campaña.  Incluso los exalumnos, estudiantes y maestros del St. Stephen's College, al que la víctima en el caso de homicidio de Taiwán Poon Hiu-wing asistió desde el Formulario 1 al Formulario 3, no estaban convencidos, ya que acusaron al gobierno de usar su caso como pretexto para forzar la aprobación del proyecto de ley. 

## Protestas económicas

### Círculo económico amarillo
Además del movimiento para boicotear a los comerciantes y restaurantes pro-gobierno, los manifestantes prodemocracia han iniciado lo que ellos llaman "Círculo Económico Amarillo", un intento de segregar a los comerciantes en prodemocracia o pro-gobierno. Los manifestantes, activistas y simpatizantes del movimiento de protesta solo patrocinarían las tiendas que han expresado su apoyo al movimiento de protesta y boicotearían las tiendas que han expresado una opinión contraria a las protestas y las empresas financiadas por China. A través del Círculo Económico, los activistas esperaban que esto crearía una economía autosuficiente y que el capital ganado por las tiendas "amarillas" podría fluir hacia atrás para ayudar al movimiento de protesta. Esto es en parte una respuesta al modelo de negocio orientado a la política del partido comunista. Un ejemplo destacado es que el partido comunista, a través de varias empresas estatales e influencias comerciales, ha boicoteado el periódico en favor de la democracia Apple Daily desde 1997 al no colocar publicidad en el periódico. Esto también fue una respuesta a algunas corporaciones que tomaron decisiones que dañaron el movimiento de protesta, como el despido de empleados que han expresado su apoyo a las protestas. Las tiendas amarillas cercanas entre sí se unirán ocasionalmente para organizar promociones cruzadas, y algunas han colaborado con concejales de distrito prodemocráticos para organizar ferias del Año Nuevo Lunar en toda la ciudad en enero de 2020.

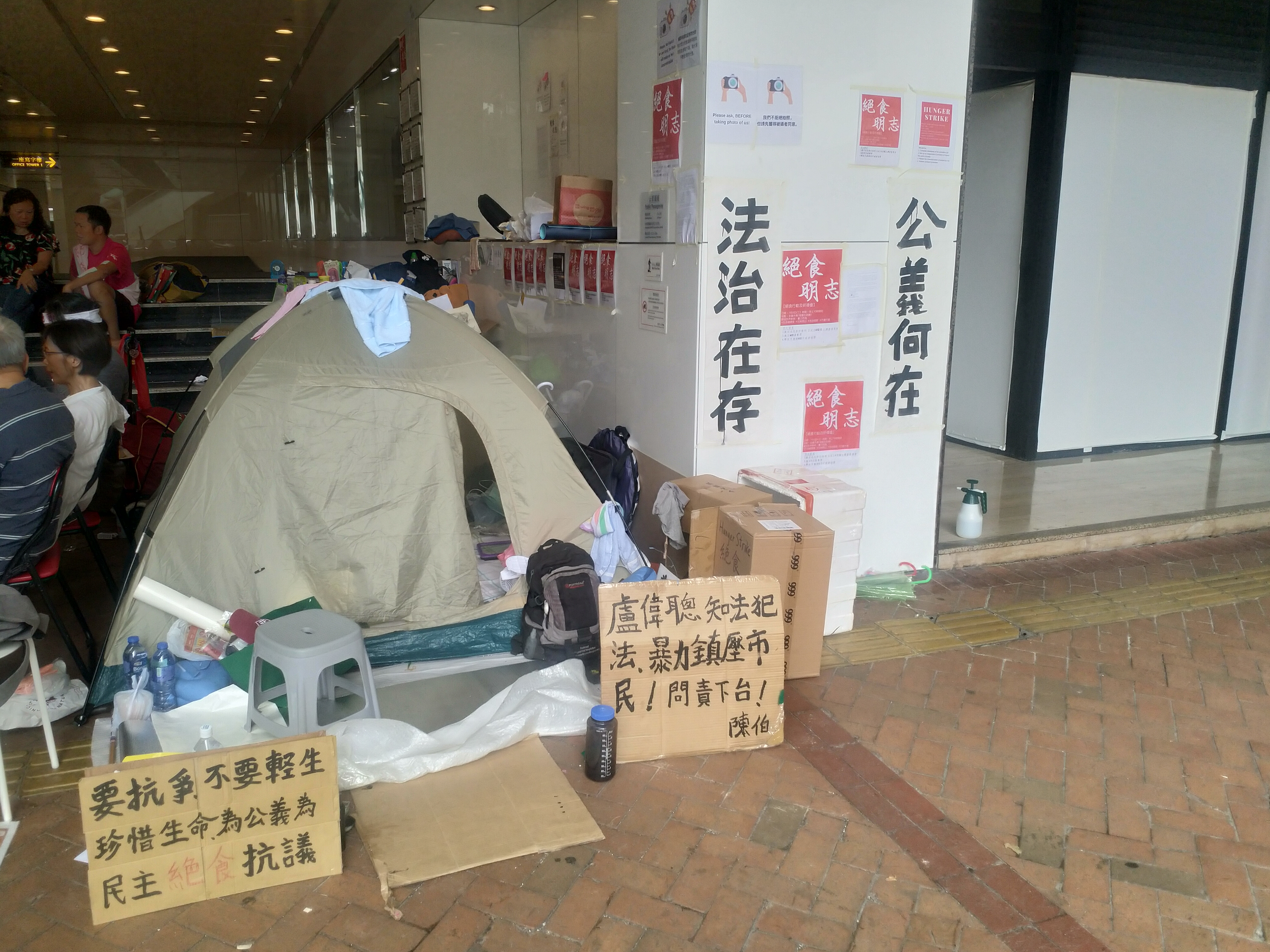
Los huelguistas de hambre fuera del Admiralty Center. 9 de julio de 2019

### Boicots
La Autoridad de Comunicaciones recibió aproximadamente 12.000 quejas criticando la cobertura de TVB por favorecer al campo pro-establecimiento y al PCCh.  Los manifestantes han afirmado que TVB presentó una narrativa demasiado simplificada con información limitada, evitando así métodos de censura más abiertos.  A la luz de esto, la sucursal de Hong Kong de Pocari Sweat retiró sus anuncios de TVB para deleite de los manifestantes contra la extradición y también enfureció a los consumidores del continente.  Los internautas han lanzado una campaña para presionar a las corporaciones para que dejen de colocar anuncios en TVB.

## Arte y música
Los manifestantes crearon obras derivadas y obras de arte originales para promover las próximas protestas, difundir mensajes de unidad y criticar al gobierno. Los manifestantes también han comenzado a doblar grullas de origami llamadas "freenix", que fueron vistas como la encarnación de la paz y la esperanza. Los manifestantes también financiaron colectivamente una estatua a favor de la democracia de 4 metros de altura llamada Lady Liberty Hong Kong . El diseño de la estatua se origina en el disfraz del demostrador de entrega inversa: lleva un casco amarillo, una máscara para los ojos y un respirador; la mano derecha sostiene un paraguas; la mano izquierda sostiene una bandera que dice "Libérate Hong Kong, la revolución de nuestro tiempo ". El personaje de dibujos animados Pepe the Frog ha sido ampliamente utilizado por los manifestantes a favor de la democracia. Este uso no está relacionado con la asociación del personaje con el alt-right en otras partes del mundo. 

## Tecnología

### Activismo online
Los manifestantes también utilizaron Internet para intercambiar información e ideas. Los internautas usaron el popular foro en línea LIHKG para ganar terreno en las protestas y para intercambiar ideas y votar por ideas.   Estas incluyeron interrumpir los servicios de MTR, reunirse para las vigilias, organizar "picnics" (un término utilizado para evitar la vigilancia) y hacer memes de proyectos de ley contra la extradición que apelan a valores conservadores para que los ancianos de Hong Kong comprendan mejor la justificación contra la extradición.  Los manifestantes también han estado usando Telegram, un servicio de mensajería encriptada opcionalmente de extremo a extremo, para comunicarse, ocultar identidades y tratar de evitar el rastreo por parte del gobierno chino y la Policía de Hong Kong.  Los servidores de la aplicación sufrieron ataques de denegación de servicio el 12 de junio. El fundador de la aplicación, Pavel Durov, identificó el origen del ataque a China y afirmó que "coincidió en el tiempo con las protestas en Hong Kong". 

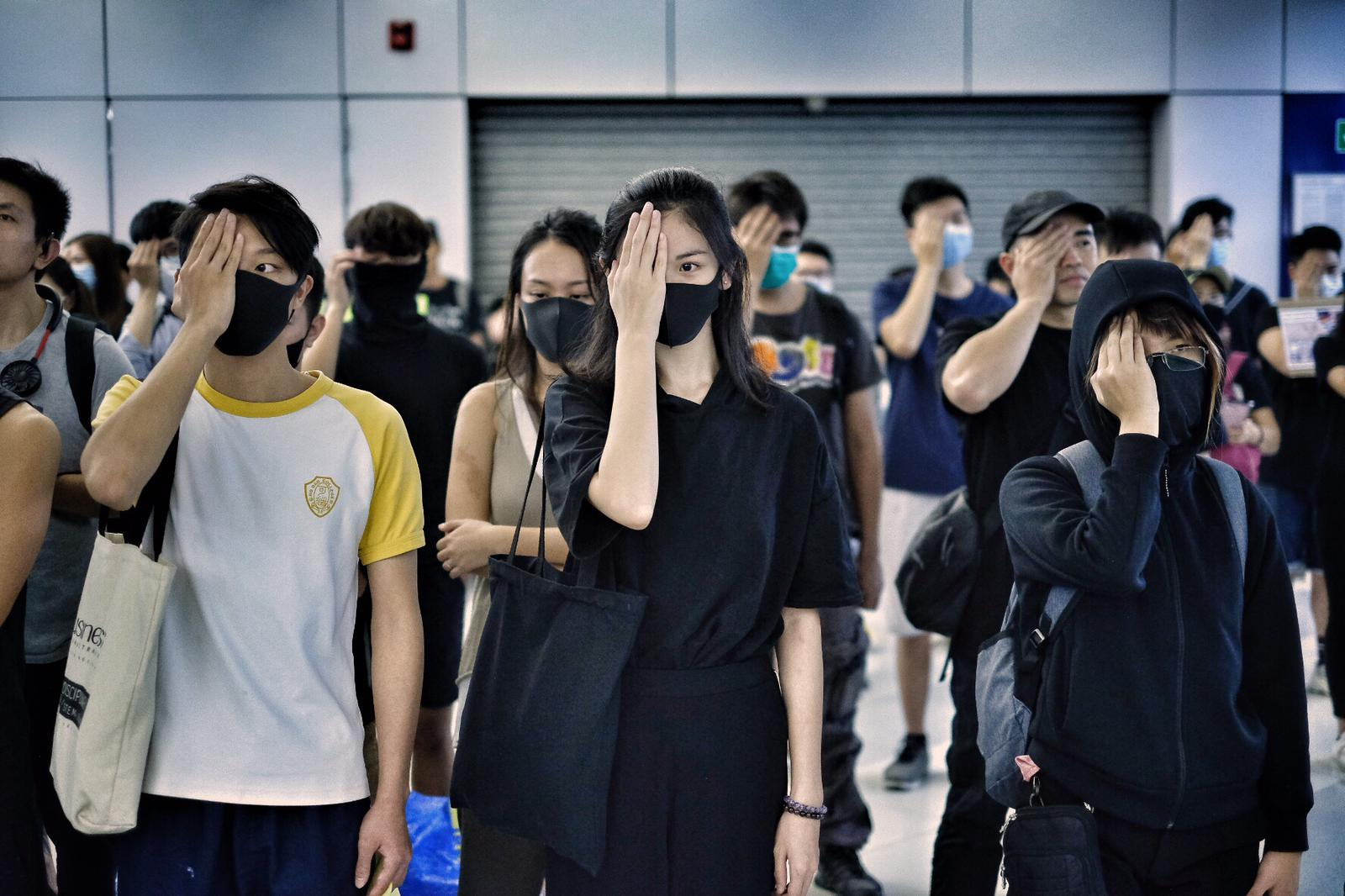
Manifestantes cubriéndose el ojo derecho

Después del 11 de agosto, cuando supuestamente se rompió el ojo derecho de un manifestante por cartuchos bean bag, los internautas comenzaron la campaña #Eye4HK, pidiendo a personas de todo el mundo que se tomen una foto cubriéndose el ojo derecho y la compartan en las redes sociales para mostrar su apoyo al movimiento y a los manifestantes contra la extradición. 

### Doxing
Hasta el 20 de diciembre de 2019, la Oficina del Comisionado de Privacidad de Datos Personales (PCPD), un organismo legal del gobierno de Hong Kong, había recibido informes o descubierto 4.359 casos de doxing relacionados con las protestas. Los casos que involucraron a oficiales de policía o sus familiares representaron el 36% de todos los casos de doxing reportados o descubiertos; otros casos involucraron a otros objetivos como figuras públicas progubernamentales, manifestantes y ciudadanos en contra del gobierno. Estos casos de doxing se originaron en dieciséis plataformas y foros en línea.

### Transmisión de AirDrop
En junio y julio, los manifestantes en Hong Kong utilizaron la función AirDrop de los dispositivos de Apple para transmitir información de facturas contra la extradición al público, como dentro de los trenes del MTR, lo que permitió a los destinatarios leer sobre las inquietudes con respecto a la ley propuesta, con el objetivo de crear conciencia entre los residentes. En Hong Kong.  

### Difusión de malla peer-to-peer
Los manifestantes ya habían evitado los SMS, el correo electrónico y WeChat tradicionales, que son monitoreados por el estado o fácilmente monitoreados. Con la posibilidad inminente de que el gobierno promulgue una legislación de emergencia, incluidas medidas para cortar la conectividad a Internet, Hong Kong ha experimentado una rápida adopción de un paquete de software de red ad hoc para teléfonos inteligentes llamado Bridgefy, una red de malla de bluetooth peer-to-peer. Aunque el protocolo Bluetooth no es seguro y los metadatos también pueden ser identificados por aquellos con los medios técnicos, la aplicación permite la transmisión de mensajes sin conexión a Internet. La aplicación funciona conectando en red las conexiones Bluetooth estándar de los usuarios a través de la creación de una red de malla en toda la ciudad.  Los mensajes pasan por los teléfonos de otros usuarios de Bridgefy hasta que llegan al objetivo previsto. Los mensajes directos están encriptados, mientras que los mensajes de difusión pública no lo están.  El modo de transmisión permite enviar mensajes a todos los usuarios dentro del alcance inmediato. El editor de la aplicación anunció que las descargas se habían multiplicado por cuarenta durante el mes de agosto, con 60.000 instalaciones de aplicaciones solo en la última semana de agosto, la mayoría de ellas desde Hong Kong.  En las protestas de Hong Kong de 2014, FireChat se había utilizado para redes ad hoc de teléfonos inteligentes.

### Recaudación de fondos

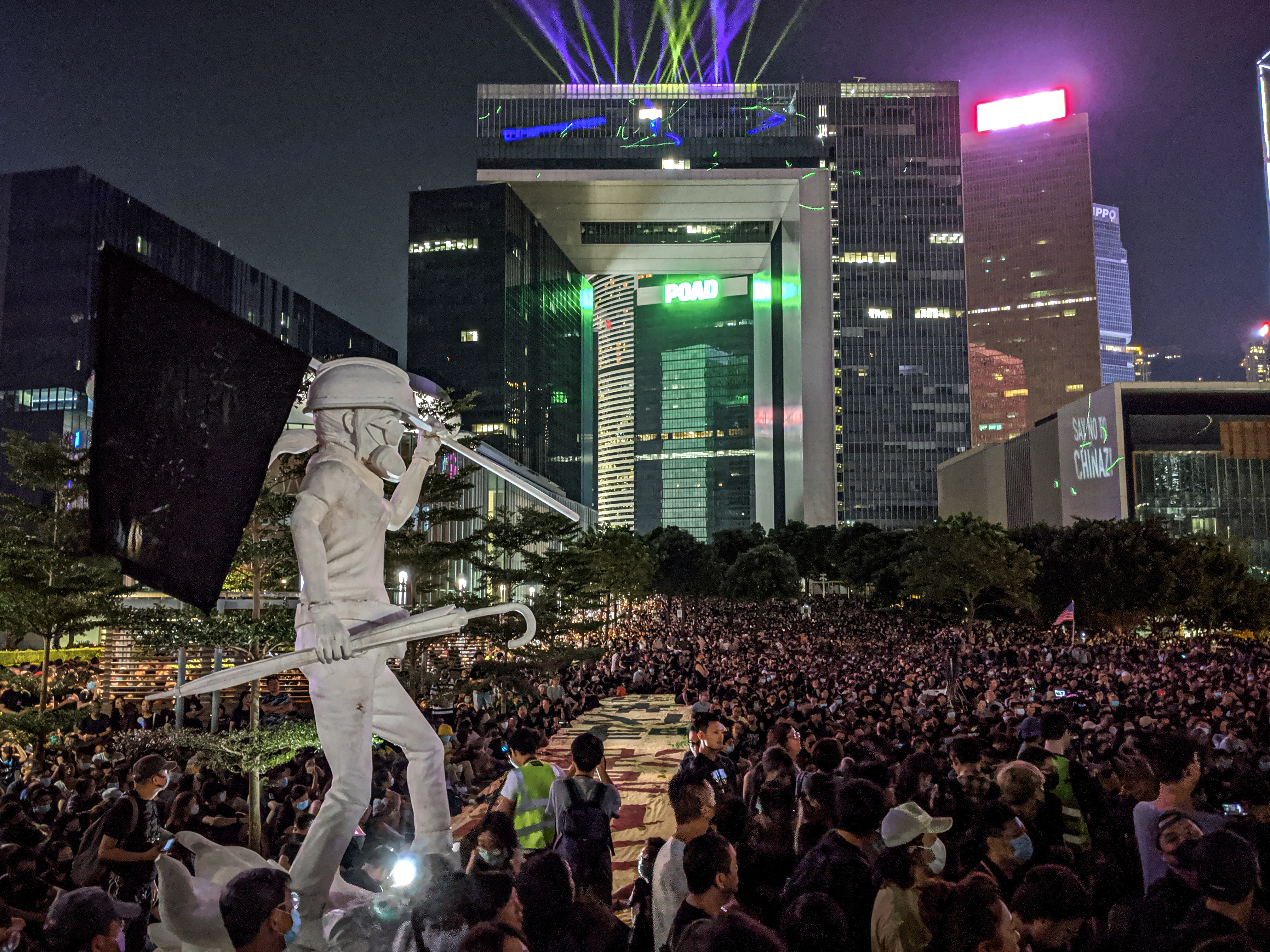
La campaña de financiación colectiva para la producción de la estatua de la Dama Libertad de Hong Kong alcanzó su objetivo en 6 horas.

Además de lanzar una campaña de financiación colectiva para colocar publicidad en los principales periódicos internacionales, los residentes de Hong Kong también recaudaron fondos para cubrir los honorarios legales y los gastos médicos de los detenidos y los manifestantes heridos, respectivamente. Por ejemplo, el 612 Humanitarian Relief Fund recaudó más de HK$12 millones en un mes. Otra organización que ofreció ayuda financiera a los manifestantes fue Spark Alliance, aunque la policía y HSBC confiscaron más de HK$ 70 millones (US$ 9 millones) en fondos para las protestas en diciembre de 2019 y arrestaron a tres hombres y una mujer, todos responsables de la operación del grupo por "sospecha de blanqueo de capitales ".

## Publicidad

### Campaña de publicidad
En junio, los manifestantes lanzaron una campaña de financiación colectiva en línea para colocar cartas abiertas como anuncios de página completa en los principales periódicos internacionales antes de la Cumbre del G20 del 28 al 29 de junio en Osaka, Japón, para crear conciencia mundial y pedir la intervención de los líderes mundiales en el proyecto de ley, instando todos a "aliarse con [ellos]" y "[exigir] la preservación de la libertad y la autonomía de Hong Kong bajo el gobierno chino".  El objetivo de recaudar HK$ 3 millones se logró en menos de cuatro horas y se recaudó con éxito HK$ 5,45 millones en menos de seis horas.  La carta abierta fue publicada por periódicos internacionales populares como The New York Times, The Guardian, Japan Times, The Globe and Mail, Süddeutsche Zeitung, The Chosun Ilbo, Le Monde y la versión en línea de Politico Europe .   Los anuncios se imprimieron en los idiomas locales de los lectores de cada publicación periódica, y aunque el diseño gráfico y la distribución varían, la mayoría incluía el lema y el llamamiento a "Stand with Hong Kong at G20" junto con la carta abierta. 

### Rueda de prensa ciudadana

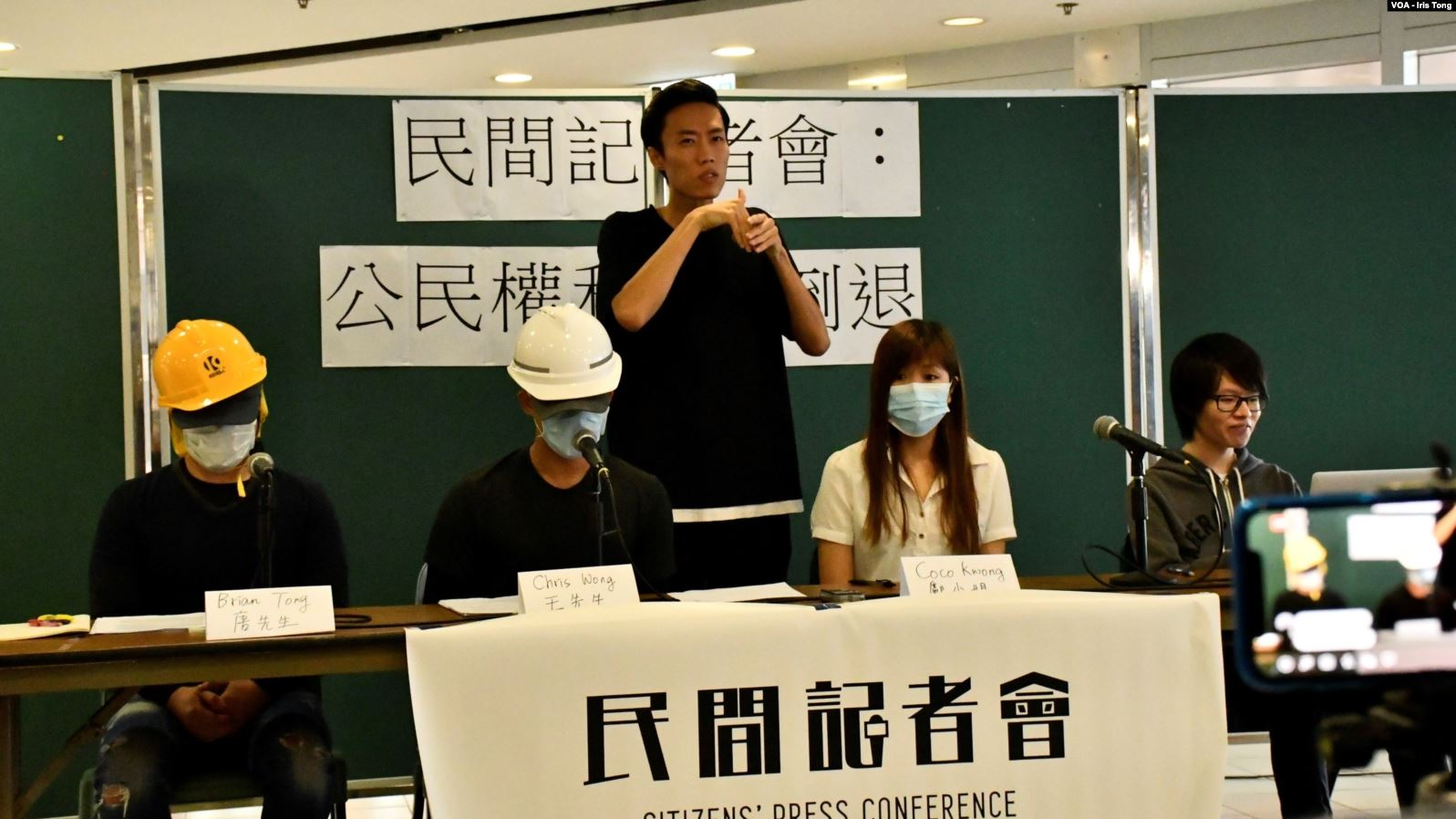
Rueda de prensa ciudadana a cargo de manifestantes. 19 de agosto de 2019

Un grupo de manifestantes celebró una conferencia de prensa ciudadana con la esperanza de "transmitir voces subrepresentadas" y sus propias perspectivas al público. Esta fue una respuesta a las conferencias de prensa diarias de la policía, que afirman difundir "distorsiones maliciosas" y "falsedad", y que pretendían que estas conferencias de prensa "actuaran como un contrapeso al monopolio del gobierno sobre el discurso político".  En las conferencias de prensa, vestían de negro, se ponían máscaras y cascos de seguridad y dirigían la discusión tanto en cantonés como en inglés, junto con un intérprete de lenguaje de señas.  Estas conferencias de prensa se coordinaron utilizando Telegram y LIHKG, y los oradores destacaron que no son los líderes del movimiento, pero desean hablar por los manifestantes promedio. Quartz describió que tal táctica es un "frente de batalla" en las relaciones públicas con el gobierno. 